# Alojzij Pavel Florjančič
Alojzij Pavel Florjančič, slovenski geolog in zgodovinar, * 10. oktober 1940, Uršna sela.

## Življenje in delo
A. P. Florjančič je bil rojen v Uršnih Selah pri Dolenjskih Toplicah. Nižjo gimnazijo je obiskoval v Ribnici, v Mariboru se je izučil za kovinarja, maturiral pa je na Šubičevi gimnaziji v Ljubljani. Diplomiral je leta 1970 v Ljubljani na Fakulteti za naravoslovje in tehnologijo.
Zaposlitev ga je pripeljala v Škofjo Loko - kjer živi še danes - saj se je zaposlil kot geolog raziskovalec pri Geološkem zavodu na Žirovskem Vrhu. Opravljal je pionirsko raziskovalno delo v rudniku urana na Žirovskem Vrhu. Zaradi pomebnosti dela se je leta 1972 izpopolnjeval v Franciji. Pridobljeno teoretično in praktično znanje je izpričeval kot vodja geološko rudarskih raziskav rudišča urana Žirovski vrh od 1976 do 1980 in kot glavni geolog Rudnika urana Žirovski vrh v prvi polovici osemdesetih let. Leta 1992 je bil upokojen kot geolog tehnolog.
Med delom je pisal razne strokovne članke in bil urednik strokovnih zbornikov in glasil (npr. urednik časopisa Uranar). 
Po upokojitvi se je začel udejstvovati v Muzejskem društvu Škofja Loka, pripravlja razstave, ureja publikacije in zbornike, piše članke za Loške razglede idr. Pomemben je tudi za realizacijo pobude za postavitev Aleje znamenitih Ločanov.

## Izbrana bibliografija
- Rudnik urana Žirovski vrh (2000) (COBISS)
- Več kot tisoč let : kronika župnije sv. Jurija Stara Loka (2005) (COBISS)
- Prelat Andrej Kalan (2008) (COBISS)
- Uršna sela vas sprejemajo vesela, mali zbornik letnika 1940 (2010) (COBISS)

1. ↑  https://www.obrazislovenskihpokrajin.si/oseba/florjancic-alojzij-pavel/